# DDR-Oberliga (Eishockey)
Die Eishockey-Oberliga war in der Deutschen Demokratischen Republik (DDR) von 1952 bis 1990 die höchste Spielklasse im Spielbetrieb des Eishockey in der DDR. Von 1970 bis 1990 spielten nur zwei Vereine in der sogenannten „Kleinsten Liga der Welt“, die SG Dynamo Weißwasser und der SC Dynamo Berlin.

## Geschichte
1949 wurde erstmals eine Eishockey-Meisterschaft in der Sowjetischen Besatzungszone in Turnierform ausgespielt. Auch der erste DDR-Meister 1950 wurde in einem Turnier ermittelt. 1951 führte der Deutsche Sportausschuß die Liga genannte Meisterschaft ein. Nachdem in der Saison 1951/52 bereits sieben Mannschaften an der Liga teilnahmen und weitere Vereine Interesse zeigten, wurde 1952 die stärksten Mannschaften in der Oberliga zusammengefasst, die Liga wurde zur zweiten Spielklasse.
Im August 1958 wurde der Deutsche Eislauf Verband der DDR (DELV) für die Eissportarten gegründet. Er übernahm damit auch die Oberliga.
Im September 1970 erfuhr der Eishockeysport die Auswirkungen der schon 1969 von der DDR-Staatsführung und dem Deutschen Turn- und Sportbund (DTSB) vorgenommenen Sportartenklassifizierung, nach der Eishockey neben weiteren Sportarten nur noch in der Kategorie II („gefördert“) geführt wurde. Die offizielle Begründung dafür war die Kosten- und Devisenintensität dieses Sports, da die meisten Ausrüstungsgegenstände wie Schläger und Schlittschuhe in der DDR nicht hergestellt wurden und importiert werden mussten. Der Leistungssportbeschluss hatte nach der Saison 1969/70 die Auflösung der Eishockey-Leistungszentren zur Folge. Einzige Ausnahme bildeten die beiden Dynamo-Teams  – Weißwasser und Berlin – die aufgrund einer Intervention des Ministers für Staatssicherheit und Vorsitzenden der SV Dynamo, Erich Mielke weiterbestehen durften. Nachdem Überlegungen verworfen wurden, die beiden verbliebenen Mannschaften in die oberste Spielklasse Polens einzugliedern – DDR-Meister sollte am Ende das höher platzierte Team werden –, wurde der Spielbetrieb der nunmehr reduzierten Oberliga fortgeführt.
Im Zuge der Wende in der DDR wurde am 4. Dezember 1989 die Aufnahme Crimmitschaus in die Oberliga beschlossen. Dazu kam es aber nicht mehr. Vielmehr wurden die beiden Dynamo-Mannschaften noch vor der Wiedervereinigung zur Saison 1990/91 in die Eishockey-Bundesliga aufgenommen, nachdem zuvor noch eine Aufnahme in die 2. Bundesliga Nord diskutiert worden war.

### Unterbau
Mit der Saison 1955/56 wurde die 2. Spielklasse in 1. Liga umbenannt und eine 2. Liga als 3. Spielklasse darunter oberhalb der Bezirksmeisterschaften geschaffen. Ab der Saison 1962/63 wurde die 3. Spielklasse zur Gruppenliga umbenannt. Ab der Saison 1965/66 wurde die 2. Ligenstufe abgeschafft, so dass die Gruppenliga jetzt die 2. Ligenstufe war. Ab der Saison 1970/71 wurde die Gruppenliga aufgelöst. Unterhalb der Oberliga wurde von 1970/71 an eine Bestenermittlung der Sieger der Bezirksmeisterschaften durchgeführt. Ein Aufstieg in die Oberliga wurde abgeschafft. Mit der Saison 1974/75 wurde die Bestenermittlung in 2 Spielgruppen unterteilt, so dass tatsächlich mit der Bestenermittlung Klasse A wieder eine Spielklasse unter der Oberliga eingeführt wurde. Zur Saison 1990/91 wurden die beiden Oberligisten SG Dynamo Weißwasser und SC Dynamo Berlin in die Eishockey-Bundesliga aufgenommen.

### Modus
Der Modus der Eishockey-Oberliga wurde mehrfach verändert: Bis zur Saison 1958/59 wurde die Oberliga als eine Runde ausgespielt. Zur Saison 1959/60 wurde der Modus der Oberliga geändert, so dass zuerst in einer Staffelvorrunde und dann in einer Finalrunde der Meister bzw. in einer Abstiegsrunde der Absteiger ausgespielt wurde. Für die Saison 1961/62 wurde der Wechsel zu einer eingleisigen Vorrunde mit anschließender Finalrunde bzw. Abstiegsrunde beschlossen. Und ab der Saison 1962/63 erfolgte wieder die Rückkehr zum Modus einer Einfachrunde. Ab 1965/66 waren die Mannschaften auf den Plätzen 1 bis 3 aus der Vorsaison für die Finalrunde qualifiziert, dazu kam der Sieger der Vorrunde. Die Vorrunde bestritten die Mannschaften auf den Plätzen 4 bis 8 der Vorsaison 1964/65. Ab der Saison 1967/68 erfolgte die Rückkehr zum Modus einer Einfachrunde mit allen Mannschaften. Für die Saison 1968/69 wurde der Modus dahingehend geändert, dass die Oberliga in Form einer Vorrunde aus Einfachrunde mit anschließenden Finalrunde und Abstiegsrunde ausgespielt wurde. Für die Saison 1969/70 nahmen an der Vorrunde die Plätze 3 bis 7 der Vorsaison teil und an der Finalrunde zusätzlich zu Platz 1 und 2 der Vorrunde noch Platz 1 und 2 der Vorsaison.
Ab der Saison 1970/71 wurde die Oberliga nur noch mit 2 Mannschaften ausgetragen. Bis einschließlich der Saison 1985/86 geschah dies in Form einer Mehrfachrunde. Ab der Saison 1986/87 wurde der Modus in 3 Play-off-Serien geändert, die jeweils nach dem Modus Best of Three mit wechselndem Heimrecht ausgespielt wurden. Meister wurde die Mannschaft, die zwei der drei Serien gewann. Zur Saison 1989/90 wurde der Modus auf 4 Playoff-Serien erweitert.

## Spielzeiten

### Finalrunden/Liga (1949 bis 1952)
| Saison  | Meister                | weitere Teilnehmer | Bemerkungen |
| ------- | ---------------------- | --- | --- |
| 1949    | SG Frankenhausen       | SG Grün-Weiß Pankow, SG Apolda, SG Schierke | |
| 1950    | SG Frankenhausen       | BSG Empor Berlin, BSG KWU Erfurt, BSG Kristall Weißwasser, BSG Textil Crimmitschau, SG Schierke                                                      | |
| 1951    | BSG Ostglas Weißwasser | SG Frankenhausen, BSG Textil Pleißengrund Crimmitschau, BSG Empor Berlin                                                                             | |
| 1951/52 | BSG Chemie Weißwasser  | BSG Wismut Erz Frankenhausen, BSG Fortschritt Crimmitschau, BSG Einheit Dresden Süd, BSG Einheit Berliner Bär, SG DVP Berlin, BSG Fortschritt Apolda | Entscheidung um die Meisterschaft: 6:5 n. V. gegen BSG Wismut Erz Frankenhausen in Berlin, Werner-Seelenbinder-Halle, am 3. Mai 1952 |

### Oberliga (1952 bis 1970)
| Saison  | Meister               | weitere Teilnehmer | Bemerkungen                               |
| ------- | --------------------- | --- | ----------------------------------------- |
| 1952/53 | BSG Chemie Weißwasser | BSG Wismut Erz Frankenhausen, BSG Turbine Crimmitschau, BSG Einheit Berliner Bär, BSG Einheit Dresden Süd                                |                                           |
| 1953/54 | SG Dynamo Weißwasser  | BSG Wismut Frankenhausen, BSG Einheit Berliner Bär, BSG Turbine Crimmitschau, BSG Motor Treptow, HSG Wissenschaft HU Berlin              |                                           |
| 1954/55 | SG Dynamo Weißwasser  | SC Wismut Karl-Marx-Stadt, SC Einheit Berlin, HSG Wissenschaft HU Berlin, BSG Turbine Crimmitschau, SC Motor Berlin, BSG Wismut Zwickau  |                                           |
| 1955/56 | SG Dynamo Weißwasser  | SC Einheit Berlin, SC Wismut Karl-Marx-Stadt                                                                                             | zurückgezogen: HSG Wissenschaft HU Berlin |
| 1956/57 | SG Dynamo Weißwasser  | SC Einheit Berlin, SC Wismut Karl-Marx-Stadt, SC Dynamo Berlin, SC Motor Berlin, SG Dynamo Rostock                                       |                                           |
| 1957/58 | SG Dynamo Weißwasser  | SC Wismut Karl-Marx-Stadt, SC Einheit Berlin, SC Dynamo Berlin, TSC Oberschöneweide, SG Dynamo Rostock                                   |                                           |
| 1958/59 | SG Dynamo Weißwasser  | SC Dynamo Berlin, SC Wismut Karl-Marx-Stadt, ASK Vorwärts Berlin, TSC Oberschönweide, SC Einheit Berlin                                  | zurückgezogen: BSG Aufbau Schönheide      |
| 1959/60 | SG Dynamo Weißwasser  | SC Dynamo Berlin, ASK Vorwärts Berlin, SC Wismut Karl-Marx-Stadt                                                                         |                                           |
| 1960/61 | SG Dynamo Weißwasser  | SC Dynamo Berlin, SC Wismut Karl-Marx-Stadt, ASK Vorwärts Crimmitschau                                                                   |                                           |
| 1961/62 | SG Dynamo Weißwasser  | SC Dynamo Berlin, SC Wismut Karl-Marx-Stadt, SC Einheit Berlin                                                                           |                                           |
| 1962/63 | SG Dynamo Weißwasser  | SC Dynamo Berlin, ASK Vorwärts Crimmitschau, SC Wismut Karl-Marx-Stadt, SC Empor Rostock, SC Einheit Berlin                              |                                           |
| 1963/64 | SG Dynamo Weißwasser  | SC Dynamo Berlin, ASK Vorwärts Crimmitschau, SC Karl-Marx-Stadt, TSC Berlin, SC Empor Rostock                                            |                                           |
| 1964/65 | SG Dynamo Weißwasser  | SC Dynamo Berlin, ASK Vorwärts Crimmitschau, TSC Berlin, SC Empor Rostock, SC Karl-Marx-Stadt, SC Einheit Dresden, SC Turbine Erfurt     |                                           |
| 1965/66 | SC Dynamo Berlin      | SG Dynamo Weißwasser, ASK Vorwärts Crimmitschau, TSC Berlin                                                                              |                                           |
| 1966/67 | SC Dynamo Berlin      | SG Dynamo Weißwasser, ASK Vorwärts Crimmitschau, SC Empor Rostock                                                                        |                                           |
| 1967/68 | SC Dynamo Berlin      | SG Dynamo Weißwasser, ASK Vorwärts Crimmitschau, SC Empor Rostock, TSC Berlin, SC Turbine Erfurt, SC Einheit Dresden, SC Karl-Marx-Stadt |                                           |
| 1968/69 | SG Dynamo Weißwasser  | SC Dynamo Berlin, ASK Vorwärts Crimmitschau, SC Empor Rostock                                                                            |                                           |
| 1969/70 | SG Dynamo Weißwasser  | TSC Berlin, SC Dynamo Berlin, SC Empor Rostock                                                                                           |                                           |

### Oberliga mit zwei Mannschaften (1970 bis 1990)
| Saison  | Meister              | Vizemeister          |
| ------- | -------------------- | -------------------- |
| 1970/71 | SG Dynamo Weißwasser | SC Dynamo Berlin     |
| 1971/72 | SG Dynamo Weißwasser | SC Dynamo Berlin     |
| 1972/73 | SG Dynamo Weißwasser | SC Dynamo Berlin     |
| 1973/74 | SG Dynamo Weißwasser | SC Dynamo Berlin     |
| 1974/75 | SG Dynamo Weißwasser | SC Dynamo Berlin     |
| 1975/76 | SC Dynamo Berlin     | SG Dynamo Weißwasser |
| 1976/77 | SC Dynamo Berlin     | SG Dynamo Weißwasser |
| 1977/78 | SC Dynamo Berlin     | SG Dynamo Weißwasser |
| 1978/79 | SC Dynamo Berlin     | SG Dynamo Weißwasser |
| 1979/80 | SC Dynamo Berlin     | SG Dynamo Weißwasser |
| 1980/81 | SG Dynamo Weißwasser | SC Dynamo Berlin     |
| 1981/82 | SC Dynamo Berlin     | SG Dynamo Weißwasser |
| 1982/83 | SC Dynamo Berlin     | SG Dynamo Weißwasser |
| 1983/84 | SC Dynamo Berlin     | SG Dynamo Weißwasser |
| 1984/85 | SC Dynamo Berlin     | SG Dynamo Weißwasser |
| 1985/86 | SC Dynamo Berlin     | SG Dynamo Weißwasser |
| 1986/87 | SC Dynamo Berlin     | SG Dynamo Weißwasser |
| 1987/88 | SC Dynamo Berlin     | SG Dynamo Weißwasser |
| 1988/89 | SG Dynamo Weißwasser | SC Dynamo Berlin     |
| 1989/90 | SG Dynamo Weißwasser | SC Dynamo Berlin     |